# Vieira (molusco)
As vieiras (nome cientifico Pecten maximus)  são moluscos bivalves marinhos da família Pectinidae. Encontram-se em vários oceanos e abundantemente na América do Norte, norte da Europa, e Japão, sendo bastante apreciadas como alimento refinado. Nos países de língua inglesa são conhecidas como scallop, em francês são a famosa coquille saint-jacques.  As conchas coloridas em forma de leque de algumas vieiras, com seu padrão de pregas radiantes, são apreciadas por colecionadores e malacologistas e tornaram-se um símbolo de heráldica e de Santiago Maior, ostentado pelos peregrinos a Santiago de Compostela. É também a concha representada em O Nascimento de Vênus de Botticelli. A sua característica mais interessante na vida selvagem, segundo o National Geographic, é serem nadadores ativos, sendo o único bivalve migratório, movendo-se por propulsão com ajuda do músculo adutor.
No Brasil, podemos encontrar fazendas marinhas desse molusco, como na região litorânea do estado do Rio de Janeiro, Ilha Grande. Lá são cultivadas em gaiolas subterrâneas com vário pavimentos e redes em volta para que não fujam. 

## Anatomia
Como as ostras verdadeiras (família Ostreidae), as vieiras têm um músculo central adutor, cuja marca de fixação é visível no interior das suas conchas. O músculo adutor das vieiras é maior e mais desenvolvido do que o das ostras, pois elas são nadadoras ativas: as vieiras são, na verdade, os únicos bivalves migratórios. A forma das suas conchas tende a ser altamente regular, o arquétipo da forma de uma concha, e por causa da sua harmoniosa geometria, a sua concha é frequentemente um motivo decorativo. As Vieiras possuem olhos com lente e retina, mais complexos do que os de outros bivalves. Embora não consigam ver formas, podem detectar a luz e movimento.

## Alimentação e hábitos de vida
A maioria das vieiras alimentam-se por filtragem de plâncton. Ocasionalmente, o plâncton pode incluir larvas de vieiras. Sifões trazem água para uma estrutura de filtragem, onde o alimento fica retido no muco. Em seguida, os cílios na estrutura movem o alimento em direção à boca. O alimento é digerido no estômago e glândula digestiva. Os resíduos são passados através do intestino e saem através do ânus.
A maioria das vieiras são nómadas, mas algumas espécies podem conectar-se a um substrato por uma estrutura chamada bisso, ou até mesmo cimentar-se em adultos (por exemplo as Hinnites spp.) e ferrar-se mais na areia. Uma vieira nômade pode nadar, abrindo e fechando rapidamente as conchas. Este método de locomoção é também uma técnica defensiva, protegendo-a da ameaça de predadores. Algumas vieiras podem fazer um som suave mas audível de um estalo ao bater as conchas debaixo da água, levando a que lhes chamem "vieiras cantoras".